# الیوتساپ پا
الیوتساپ پا (به لاتین: Alluitsup Paa) یک روستا در گرینلند است که در گرینلند واقع شده‌است.

## خصوصیات
الیوتساپ پا ۳۰۳ نفر جمعیت دارد.